# 苹婆猴欢喜
苹婆猴欢喜（学名：Sloanea sterculiacea）为杜英科猴欢喜属下的一个种。

## 扩展阅读
- 維基物種上的相關：苹婆猴欢喜